# 清泉大学
清泉大学（せいせんだいがく、英語: Seisen University）は、長野県長野市上野にある私立大学。1961年創立、2003年大学設置。2025年清泉女学院大学から清泉大学へ改称。大学の略称は清泉（せいせん）。

## 概要

### 大学全体
清泉大学は、カトリック女子修道会「聖心侍女修道会」が設立母体の大学である。聖心侍女修道会の創立者は、スペインのアンダルシア地方ペドロ・アバドに生まれたラファエラ・マリア・ポラス（1977年に教皇パウロ6世により聖人とされた）であり、姉のドロレスと共に、1877年にマドリードで同修道会を設立した。聖心侍女修道会は現在、世界25か国に広がり、50余りの学校を通して、教育活動を行っている。
聖心侍女修道会の教育機関の一つである清泉大学は、キリスト教精神に基づく全人教育を基盤として、より深い学術研究を目指すとともに、高い見識と広い教養を養い、文化の向上と社会の福祉に貢献し得る人を育成することを教育の理念としている。1981年に設立された清泉大学短期大学部とともに、2003年に設立された清泉大学は、カトリック教育を基本とする長野県唯一の高等教育機関である。
2019年に新設した看護学部のみ男子の入学も許可し、同年には看護学部1期生として男子1名、女子48名の計49名が入学した。このため、当時は女子大学のカテゴリーに含めるデータと含めないデータがあった。
2025年4月より全学部・全学科を男女共学化したことに伴い、大学名を清泉大学へ変更した。また、人間学部文化学科を改組し、人文社会科学部を開設した。

### 建学の精神・理念
- 「神の尊前（みまえ）に清く正しく愛深く」

カトリック精神に基づいた教育により、深い知的、道徳的見識と教養とを身につけ、社会に貢献し得る円満な人格と豊かな情操とを備えた人間育成を目的としている。

## 基礎データ

### 所在地
- 上野キャンパス（長野県長野市上野2-120-8）
- 長野駅東口キャンパス（長野県長野市 栗田 2277）

## 沿革
- 1934年10月 - 聖心侍女修道会から、4名の修道女が来日。
- 1946年4月 - 千鳥ヶ池修道院において「長野清泉寮学院」を開設。
- 1961年4月 - 長野清泉女学院高等学校の敷地内に「専攻科」を創設。
- 1966年4月 - 専攻科に代って「清泉女学院幼稚園教員養成所」を開設。
- 1968年4月 - 幼稚園教諭免許とあわせ保母資格取得の認可を取得、校名を「清泉女子専門学校」に変更。
- 1969年4月 - 校名を「清泉保育女子専門学校」に変更。
- 1981年4月 - 清泉女学院短期大学（以下、「短大」）開学、幼児教育科・英語科を開設。
- 1992年4月 - 【短大】国際文化科を開設。
- 2003年4月 - 清泉女学院大学（以下、「清泉」）開学。
- 2003年4月 - 【短大】人間学部文化心理学科、国際文化科を国際コミュニケーション科に改称。
- 2004年9月 - 韓国の漢陽（ハニャン）女子大学と姉妹校関係締結同意書調印。
- 2006年4月 - 【清泉女学院大学】人間学部に専攻科人間学専攻を設置。
- 2008年4月 - 【清泉】人間学部・文化心理学科を心理コミュニケーション学科に改称。
- 2009年3月 - 長野市と連携に関する協定調印。
- 2010年2月 - 小川村との間で、連携協力に関する協定調印。
- 2010年6月 - アメリカのカピオラニ・コミュニティ・カレッジと学術交流協定調印。
- 2012年3月 - 台湾の国立高雄第一科技大学と学術交流協定調印。
- 2012年4月 - 千曲市との間で、産学官連携パートナーシップ協定調印。
- 2014年3月 - 信濃町との間で、包括連携に関する協定調印。
- 2015年8月 - 長野商工会議所との間で、包括連携に関する協定調印。
- 2017年10月 - ながの農業協同組合との間で、包括連携に関する協定調印。
- 2018年4月 - 【清泉】人間学部文化学科設置。
- 2019年4月 - 【清泉】看護学部看護学科設置。
- 2019年6月 - カナダのカルガリー大学と継続教育に関する相互理解覚書、台湾の東方設計大学と学術交流協定調印。
- 2019年8月 - アメリカ・カトリック大学との間で、学術協力協定調印。
- 2020年1月 - 上越教育大学との間で、連携協力に関する協定調印。
- 2021年4月 - 大学院看護学研究科[5]および助産学専攻科を長野駅東口キャンパスに開設。
- 2023年12月 - 【清泉/短大】2025年4月より全学部、全学科が男女共学化されることに伴い、大学名を清泉大学に変更することを発表[4]
- 2024年
  - 7月12日 - 千曲市に農学部アグリデザイン学科(仮称)のキャンパスを新設する構想を正式発表した[6]。
  - 12月23日 - 2025年1月に予定されていた新設の人文社会科学部の入試について、「2024年中の総合型選抜などで予定人数が満たされたため」として一般選抜入試を取りやめ、募集を終了したことを発表した[7]。
- 2025年
  - 1月17日 - 入試取りやめ問題について、阿部俊子文部科学相は閣議後の会見で「大学入学者選抜に対する信頼を損なわせかねず、誠に遺憾」と述べた[8]。
  - 4月1日 - 【清泉/短大】大学名について、清泉女学院大学から清泉大学へ改称し、清泉女学院短期大学から清泉大学短期大学部へ改称[9]。

## 学部
2025年入学生から
- 人間学部
  - 心理コミュニケーション学科
    - 心理コース
    - 英語コミュニケーションコース
- 人文社会科学部
  - 情報コミュニケーション学科
    - ITコース
    - 経営ビジネスコース
    - グローバルコース

  - 文化芸術学科
    - 文化コース
    - 地域づくりコース
    - クリエイティブコース
- 看護学部
  - 看護学科
  - 助産学専攻科

2024年学部
- 人間学部
  - 心理コミュニケーション学科
    - 心理コース
    - 英語コミュニケーションコース

  - 文化学科
- 看護学部
  - 看護学科

## 歴代学長
- 東 洋
- 宮澤紀江
- 吉川武彦
- 芝山豊
- 山内宏太朗
- 田村俊輔

## 学内奨学金
給付型
- ラファエラマリア・スカラシップ
- 緊急奨学金

貸与型
- 泉会[保護者会]学費奨学金
- 泉会[保護者会]奨学金
- 親泉会[卒業生の父母会]奨学金

## 対外関係
他大学との協定等
- 国内留学：清泉女子大学、上智大学
- 長野県内大学との単位互換協定：信州大学、佐久大学、公立諏訪東京理科大学、長野大学、長野県看護大学、松本大学、松本歯科大学
- 高等教育コンソーシアム信州
- 放送大学[10]

国際・学術交流等協定校
- カピオラニ・コミュニティ・カレッジ（アメリカ合衆国・ハワイ州）
- 漢陽女子大学校（韓国・ソウル特別市）
- 国立高雄第一科技大学（台湾・高雄市）
- チョイ・ロブサンジャブ言語文明大学（モンゴル・ウランバートル）

## 系列校
- 清泉大学短期大学部（長野県長野市）
- 長野清泉女学院中学校・高等学校（長野県長野市）
- 清泉女学院中学校・高等学校（神奈川県鎌倉市）
- 清泉小学校（神奈川県鎌倉市）
- 清泉インターナショナル学園（東京都世田谷区）

姉妹校
- 清泉女子大学（東京都）

## アクセス
- しなの鉄道北しなの線三才駅より徒歩約13分。
- ほか、長野駅よりバス約35分。